# Joseph Mazzello
Joseph Francis Mazzello III (født 21. september 1983) er en amerikansk skuespiller. Han er nok bedst kendt for sin rolle som Tim i Jurassic Park.

## Udvalgt filmografi

### Film
| År   | Titel                         | Rolle                |
| ---- | ----------------------------- | -------------------- |
| 1990 | Måske uskyldig                | Wendell McGaffney    |
| 1992 | Radio Flyer                   | Bobby                |
| 1993 | Jurassic Park                 | Timothy "Tim" Murphy |
| 1993 | Shadowlands                   | Douglas Gresham      |
| 1994 | The River Wild                | Roarke Hartman       |
| 1995 | The Cure                      | Dexter               |
| 1997 | The Lost World: Jurassic Park | Timothy "Tim" Murphy |
| 1997 | Star Kid                      | Spencer Griffith     |
| 1998 | Simon Birch                   | Joe Wenteworth       |
| 2010 | The Social Network            | Dustin Moskovitz     |
| 2013 | G.I. Joe: Gengældelsen        | Mouse                |
| 2018 | Bohemian Rhapsody             | John Deacon          |

### Tv-serier
| År   | Titel       | Rolle         | Note(r)              |
| ---- | ----------- | ------------- | -------------------- |
| 2010 | The Pacific | Eugene Sledge | miniserie, 10 afsnit |